# Neuillé
Neuillé és un municipi francès situat al departament de Maine i Loira i a la regió de País del Loira. L'any 2007 tenia 862 habitants.

## Demografia

### Població
El 2007 la població de fet de Neuillé era de 862 persones. Hi havia 319 famílies de les quals 52 eren unipersonals (28 homes vivint sols i 24 dones vivint soles), 113 parelles sense fills, 126 parelles amb fills i 28 famílies monoparentals amb fills.
La població ha evolucionat segons el següent gràfic:
Habitants censats

### Habitatges
El 2007 hi havia 353 habitatges, 327 eren l'habitatge principal de la família, 15 eren segones residències i 11 estaven desocupats. 337 eren cases i 10 eren apartaments. Dels 327 habitatges principals, 239 estaven ocupats pels seus propietaris, 84 estaven llogats i ocupats pels llogaters i 4 estaven cedits a títol gratuït; 4 tenien una cambra, 13 en tenien dues, 49 en tenien tres, 102 en tenien quatre i 159 en tenien cinc o més. 280 habitatges disposaven pel capbaix d'una plaça de pàrquing. A 122 habitatges hi havia un automòbil i a 186 n'hi havia dos o més.

### Piràmide de població
La piràmide de població per edats i sexe el 2009 era:
| Homes | Edats   | Dones |
| ----- | ------- | ----- |
| 0     | 95 o +  | 3     |
| 1     | 90 a 94 | 5     |
| 4     | 85 a 89 | 5     |
| 8     | 80 a 84 | 6     |
| 8     | 75 a 79 | 10    |
| 14    | 70 a 74 | 16    |
| 13    | 65 a 69 | 14    |
| 22    | 60 a 64 | 18    |
| 16    | 55 a 59 | 21    |
| 31    | 50 a 54 | 28    |
| 34    | 45 a 49 | 40    |
| 42    | 40 a 44 | 33    |
| 30    | 35 a 39 | 35    |
| 33    | 30 a 34 | 23    |
| 26    | 25 a 29 | 22    |
| 26    | 20 a 24 | 24    |
| 35    | 15 a 19 | 47    |
| 30    | 10 a 14 | 34    |
| 34    | 5 a 9   | 32    |
| 25    | 0 a 4   | 22    |

## Economia
El 2007 la població en edat de treballar era de 573 persones, 460 eren actives i 113 eren inactives. De les 460 persones actives 414 estaven ocupades (231 homes i 183 dones) i 45 estaven aturades (20 homes i 25 dones). De les 113 persones inactives 42 estaven jubilades, 33 estaven estudiant i 38 estaven classificades com a «altres inactius».

### Ingressos
El 2009 a Neuillé hi havia 351 unitats fiscals que integraven 926 persones, la mediana anual d'ingressos fiscals per persona era de 17.344,5 €.

### Activitats econòmiques
Dels 39  establiments que hi havia el 2007, 2 eren d'empreses alimentàries, 1 d'una empresa de fabricació d'altres productes industrials, 11 d'empreses de construcció, 6 d'empreses de comerç i reparació d'automòbils, 1 d'una empresa de transport, 5 d'empreses d'hostatgeria i restauració, 1 d'una empresa d'informació i comunicació, 1 d'una empresa financera, 1 d'una empresa immobiliària, 4 d'empreses de serveis, 2 d'entitats de l'administració pública i 4 d'empreses classificades com a «altres activitats de serveis».
Dels 15 establiments de servei als particulars que hi havia el 2009, 1 era un paleta, 2 guixaires pintors, 4 fusteries, 2 lampisteries, 1 electricista, 2 perruqueries, 2 restaurants i 1 agència immobiliària.
Dels 2 establiments comercials que hi havia el 2009, 1 era una fleca i 1 una peixateria.
L'any 2000 a Neuillé hi havia 37 explotacions agrícoles que ocupaven un total de 513 hectàrees.

## Equipaments sanitaris i escolars
El 2009 hi havia 1 escola elemental i 1 escola elemental integrada dins d'un grup escolar amb les comunes properes formant una escola dispersa.

## Poblacions més properes
El següent diagrama mostra les poblacions més properes.